# Molophilus vorax
Molophilus vorax är en tvåvingeart som beskrevs av Alexander 1948. Molophilus vorax ingår i släktet Molophilus och familjen småharkrankar. Inga underarter finns listade i Catalogue of Life.